# Erik Horrie
Erik Norman Horrie (Nueva Zelanda, 17 de octubre de 1979) es un jugador australiano de baloncesto en silla de ruedas y cinco veces campeón mundial de remo. Fue miembro del equipo nacional masculino de baloncesto en silla de ruedas de Australia. Cambió al remo en 2011, ganando el Campeonato de Remo del Estado de Nueva Gales del Sur y luego el Campeonato Nacional de Remo en Adelaida. Ha ganado medallas de plata en los Juegos Paralímpicos de Verano de 2012 y 2016 y medallas de oro en los Campeonatos Mundiales de Remo 2013, 2014, 2015, 2017 y 2018.

## Biografía
Horrie nació el 17 de octubre de 1979 en Nueva Zelanda. A los siete años, fue puesto bajo tutela del estado debido a la violencia doméstica en su hogar y posteriormente pasó la mayor parte de su infancia en hogares de acogida. En 2001 sufrió un accidente automovilístico que lo dejó parapléjico. Para 2016 residía en Penrith, Nueva Gales del Sur. Al estudiar el trabajo juvenil, Horrie dijo: "Quiero ayudar a los niños desfavorecidos porque puedo identificarme con lo que pueden estar pasando. No digo que lo entienda, pero espero usar mis experiencias para mostrarles que tienen una opción".  
Está casado y tiene tres hijos.

## Carrera deportiva
Baloncesto

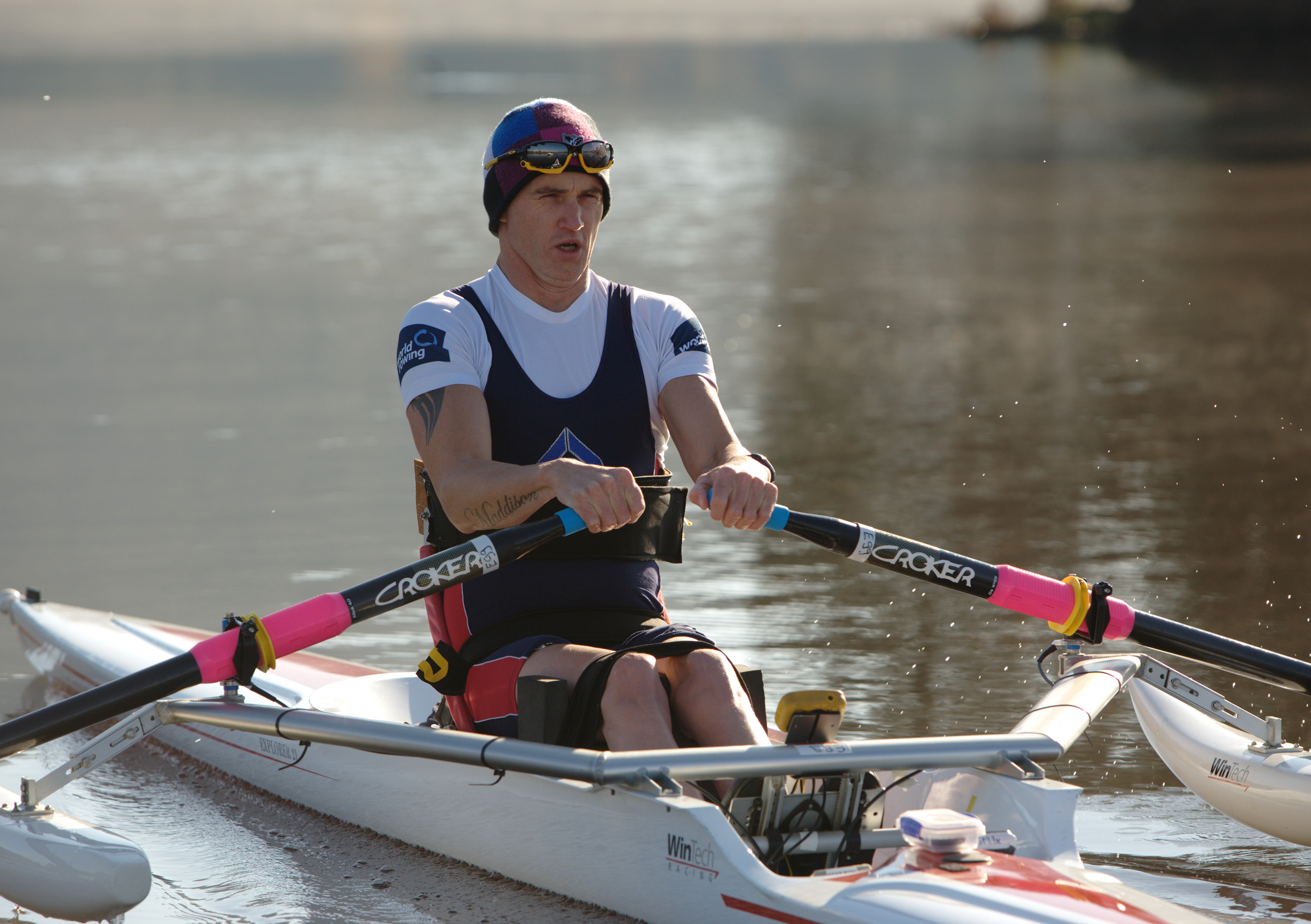
Erik Horrie remando en el agua

Fue clasificado como un jugador de 4 puntos. Jugó en Brisbane Spinning Bullets de la Liga Nacional de Baloncesto en Silla de Ruedas de Australia.
Remo
Está clasificado como un remero AS y es miembro del Dragon Rowing Club. Se cambió al remo en 2011 después de los Juegos Paralímpicos de Verano de 2008 tras ser identificado por un seleccionador de Rowing Australia. Durante ese año realizó entrenamiento acuático en Breakfast Creek y entrenamiento fuera del agua en West End, Queensland. También obtuvo una beca con el Instituto Australiano de Deporte.
En 2011, terminó primero en el Campeonato Estatal de Nueva Gales del Sur. En el Campeonato Nacional de Remo 2011 en Adelaide, terminó primero. En abril de ese año, participó en un campo de entrenamiento de la selección nacional en el Instituto Australiano del Deporte.  En la prueba de brazos y hombros masculino en el Campeonato del Mundo de 2011 en Bled, Eslovenia, terminó tercero. Compitió en el evento 3 de la Copa Mundial de Remo del 2012 en Alemania. Representó a Australia en los Juegos Paralímpicos de Londres 2012 y ganó una medalla de plata en el Scull individual masculino - ASM1x.
En el Campeonato Mundial 2013 en Chungju, Corea, ganó una medalla de oro en el evento de scull masculino individual ASM1x. Ganó otra medalla de oro consecutiva al ganar en el Campeonato Mundial de 2014 en Ámsterdam, Países Bajos.
Obtuvo su tercer título de scull individual masculino consecutivo - ASM1x en el Campeonato Mundial de 2015 en Aiguebelette, Francia.
En los Juegos Paralímpicos de Río 2016, ganó la medalla de plata en Scull individual masculino - ASM1x. 
Ganó su cuarto título de campeonato mundial al ganar la medalla de oro en el PR1M1x masculino en el Campeonato Mundial de 2017 en Sarasota, Florida. Ganó el primer título del Campeonato del Mundo PR1 M1x en una carrera de más de 2000 m y estableció un nuevo mejor tiempo del mundo después de cruzar la línea en 9 minutos 39 segundos.
En el Campeonato Mundial de 2018 en Plovdiv, Bulgaria, ganó su quinto título consecutivo en el PR1 masculino individual scull y rompió su propio mejor registro, cruzando la línea en un tiempo de 9 minutos 16,90 segundos, unos 8 segundos más rápido que su récord mundial anterior. Ganó la medalla de bronce en el PR1 masculino en el Campeonato Mundial de 2019 en Linz-Ottensheim, Austria. Después de la carrera, dijo: "Simplemente no fue mi día, pero estoy feliz de salir con la medalla considerando la temporada que he tenido al volver de una lesión".
Paratriatlón
En 2013, compitió en el primer paratriatlón celebrado en Australia.
En 2014, ocupó el segundo lugar de 8 atletas masculinos en bicicleta de mano/silla de ruedas en el Campeonato de Oceanía de Paratriatlón OTU en 2014.

## Reconocimientos
- 2014–2014 World Rowing Para Remero del año.[23]
- 2015 - Atleta Masculino del Año del Instituto del Deporte de Nueva Gales del Sur.
- 2018 - Pararemero del año de Rowing Australia[24]
- 2020 - Orden de Australia por su servicio de remo.[25]